# ليز ليجراند
ليز ليجراند (بالفرنسية: Lise Legrand)‏ هي مصارعة الهواة فرنسية، ولدت في 4 سبتمبر 1976 في بولوني سور مير في فرنسا.

## وصلات خارجية
- ليز ليجراند على موقع قاعدة بيانات المصارعة الدولية (الإنجليزية)
- ليز ليجراند على موقع أوليمبيديا (الإنجليزية)
- ليز ليجراند على موقع اللجنة الأولمبية الفرنسية (مؤرشف) (الفرنسية)